# In the Garden of Venus
In the Garden of Venus är Modern Talkings sjätte album släppt 1987. Albumet blev en mindre succé än sina föregångare och blev gruppens sista innan de splittrades samma år.

## Låtar
1. "In 100 Years" — 3:57
2. "Don't Let It Get You Down" — 3:40
3. "Who Will Save The World" — 3:45
4. "A Telegram To Your Heart" — 2:50
5. "It's Christmas" — 3:52
6. "Don't Lose My Number" — 3:10
7. "Slow Motion" — 3:40
8. "Locomotion Tango" — 3:49
9. "Good Girls Go To Heaven - Bad Girls Go To Everywhere" — 3:57
10. "In 100 Years (Reprise)" — 1:27